# Марика Гомбитова
Ма̀рика Го̀мбитова (на словашки: Marika Gombitová; Турани на Ондава, 12 септември 1956 г.) е словашка певица, композиторка и музикантка.
Започва певческата си кариера като вокалистка на група „Модус“, а през 1977 г. продължава самостоятелно. Представя се на значими за времето си фестивали както в родната си страна, така и в чужбина, включително и в България.
През ноември 1980 г. пострадва в пътно произшествие, вследствие на което осакатява от седмия прешлен надолу и остава инвалидка. След частичното си възстановяване продължава да развива дейността си.

## Биография

### Ранен живот и първи записи
Родена е в селцето Турани на Ондава в източната част на тогавашна Чехословакия. Тя е седмото дете в семейството на цигуларя и органист Михал Гомбит и съпругата му Маргита Гомбитова (с моминска фамилия Новотнякова). Две от по-големите ѝ сестри – една от които се казва Мария – умират от хипотермия.
На 9-годишна възраст започва да взема уроци по пиано в Народното училище за изкуство в близкия град Стропков, а когато е на 13, пее с двама от братята си в любителската група „Матадор“. След като не е приета в Музикалното училище, започва да учи машиностроителство в Средното промишлено училище в Кошице. Докато е в гимназията, от 1971 до 1973 г. участва в любителския състав „Профили“. Не след дълго става солистка на танцовите оркестри на Юрай Сабадош и Юлиус Олайош за известно време.
През 1975 г. записва първите си песни Karta („Карта“) и Nájdem hviezdu („Ще намеря звезда“) към Словашкото радио в Кошице.

### Краят на 70-те години. Група „Модус“ и самостоятелна кариера
Следващата година получава предложение от фронтмена на „Модус“ Ян Лехотски да се присъедини към групата му. След зрелостния си изпит се премества да живее в Братислава и участва в Словашката телевизия с написаните от него песни Lúčenie („Раздяла“) и Túto pieseň spievam vám („Тази песен я пея за вас“) в предаването Chvíľa pre pesničku („Време за песен“) през 1976 г. След това издава няколко краткосвирещи плочи като беквокалистка на „Модус“.
На 12-ото издание на фестивала „Братиславска лира“ през 1977 г. групата печели I награда („Златна лира“) с песента Úsmev („Усмивка“), в която Лехотски, Мирослав Жбирка и Миро Йевчак. След това певицата издава дебютната си малка плоча, включваща песните Boľavé námestie („Болен площад“) и Ty vieš, mama („Ти знаеш, мамо“), съпровождана от „Модус“. Появява се в анкетата „Златен славей“ на списание „Млади свет“, класирайки се на 46-о място в категорията за най-популярна певица в Чехословакия за 1977 г., а „Модус“ заема 6-о място в категорията за най-популярна група.
Вторият ѝ самостоятелен сингъл, включващ Študentská láska („Студентска любов“), е издаден през 1978 г. Песента печели две награди на „Братиславска лира“, след като се класира като най-продавана малка плоча в Словакия, а през септември участва на 7-ото издание на Международния шлагерен фестивал в Дрезден (ГДР) и печели Наградата на комитета за радио на Министерския съвет на ГДР за изпълнението си на немската ѝ версия Studentenliebe (на същото издание участва и Маргарита Хранова с Unruhe („Неспокойство“, немска версия на „Устрем“). През тази и следващите две години заема съответно 4-то, 3-то и 2-ро място в „Златен славей“.
Записва четири песни за саундтрака на излезлия през 1979 г. комедиен филм Smoliari („Загубеняци“). След като предоставя гласа си за песните от албума On a ona („Той и тя“) на прогресив рок групата „Колегиум Музикум“, през февруари 1979 г. започва работа по дебютния едноименен албум на „Модус“, а междувременно издава и първия си самостоятелен албум, озаглавен Dievča do dažďa („Момиче за дъжд“). През юни тя и „Модус“ участват на „Златният Орфей“ в Слънчев бряг, През тези години групата изнася множество концерти и турнета из Чехословакия, но и в Унгария, неколкократно в Полша, ГДР, Югославия, СССР, Виетнам и Лаос.

### 80-те години. Пътно произшествие и нататъшни успехи
През юни 1980 г. печели „Бронзова лира“ за Tajomstvo hier („Тайната на игрите“) в дует с Ян Лехотски. Играе главната роля в телевизионния мюзикъл Neberte nám princeznú („Не ни взимайте принцесата“, реж. Мартин Хофмайстер) заедно с Мирослав Жбирка и Марие Ротрова и изпълнява няколко от песните от саундтрака към него. С песните Vyznanie („Изповед“) от първия ѝ албум и Chcem sa s tebou deliť („Искам да споделя с теб“) се явява на Международния музикален фестивал в Сопот (Полша) през август и е удостоена с I награда в международния конкурс наравно с Николай Гнатюк от СССР, който представя „Танец на барабане“ („Танц върху барабана“). На 30 ноември вследствие на пътно произшествие на връщане от концерт в Бърно осакатява от седмия прешлен надолу, с което остава прикована за инвалидна количка.
Въпреки несполуката продължава да развива наситена творческа и концертна дейност. Записва поредица от албуми, някои от които са и с английска версия, а двете турнета Mince na dne fontán и Adresa ja, adresa ty продължават общо пет сезона. Обикаля цяла Чехословакия и четири пъти разпродава концерти в Голямата зала на двореца „Луцерна“ в Прага.
В двойния албум Mince na dne fontán („Монети на дъното на фонтаните“) от 1983 г. първата половина от песните са нейно дело, а другата – на Ян Лехотски. За него печели наградата „Златен герб“ на звукозаписното дружество „Опус“ за най-добър албум на годината. През 1984 г. издава петия си албум №5, в който е авторка на всички песни. Записва и английска версия на албума. В следващия си албум, Ateliér duše („Ателие на душата“) от 1987 г., който записва с Вашо Патейдъл, включва и дует с Карел Гот – Neznámy pár („Незнайна двойка“).

### От 90-те години нататък
В средата на 1989 г. има възможността да пее със Стиви Уондър по време на джемсешън след концерта му в Братислава. В дните на Нежната революция работи по албума Kam idú ľudia? („Къде отиват хората?“), издаден през следващата година. Заглавната песен от него посвещава на Стиви Уондър.
През 2016 г. в съавторство с Мирослав Грацлик издава биографията си Úlomky spomienok („Отломки от спомени“).
На 1 януари 2018 г. тогавашният президент Андрей Киска ѝ връчва отличието „Прибинов кръст“ I степен за особени заслуги в културното развитие на Република Словакия в областта на поп музиката.

## Дискография

### Студийни албуми
- 1979 – Dievča do dažďa
- 1979 – Modus (с „Модус“)
- 1980 – Modus (английска версия)
- 1980 – Balíček snov (с „Модус“)
- 1981 – Rainy Day Girl (английска версия на Dievča do dažďa)
- 1981 – 99 zápaliek (с „Модус“)
- 1981 – Môj malý príbeh
- 1982 – Slnečný kalendár
- 1983 – Mince na dne fontán
- 1983 – Záhradná kaviareň (с „Модус“)
- 1984 – My Friend the Tree
- 1984 – №5
- 1985 – №5 (английска версия)
- 1986 – Voľné miesto v srdci
- 1987 – Ateliér duše
- 1990 – Kam idú ľudia?
- 1994 – Zostaň

### Сборни албуми
- 1985 – Moje najmilšie
- 1993 – Polnočné otázky (16 naj/1984 – 1993)
- 1998 – The Best of the Best
- 2005 – Gold
- 2007 – Vyznanie
- 2010 – Duetá
- 2021 – Zem menom láska

## Филмография
- 1978 – Smoliari („Загубеняци“, реж. Душан Кодай) – Мира (гласова роля)
- 1981 – Neberte nám princeznú („Не ни взимайте принцесата“, реж. Мартин Хофмайстер) – Катка
- 1986 – Pa a Pi („Па и Пи“, реж. Мирослав Собота и Далимил Коутек) – гласова роля

## Награди и отличия

### „Братиславска лира“ (Чехословакия)
- 1977 – I награда („Златна лира“) заедно с група „Модус“ за песента Úsmev
- 1978 – I награда („Златна лира“) за Študentská láska в националния и международния конкурс
- 1979 – II награда („Сребърна лира“) за Vyznanie
- 1980 – III награда („Бронзова лира“) за Tajomstvo hier в дует с Ян Лехотски в националния конкурс[3]

### „Златен славей“ (Чехословакия), „Славей“ (Словакия)
- 1979, 1981 – III награда („Бронзов славей“)
- 1980, 1982, 1983 – II награда („Сребърен славей“)
- 1997, 1998 – I награда („Златен словашки славей“)
- 1998, 2000, 2001, 2002, 2005 – II награда („Сребърен словашки славей“)
- 1999, 2006 – III награда („Бронзов словашки славей“)

### „Личност на телевизионния екран“ (Словакия)
- 2000 – 3-то място
- 2001 – 1-во място
- 2005, 2014 – 2-ро място

### Други
- 1978 – Награда на Държавния комитет за радио на Съвета на министрите в ГДР за песента Studentenliebe на Международния шлагерен фестивал в Дрезден, ГДР[2]
- 1980 – I награда за Vyznanie и Chcem sa s tebou deliť в международния конкурс на Международния музикален фестивал в Сопот, Полша[4][5]
- 2018 –  „Прибинов кръст“ I степен за особени заслуги в културното развитие на Република Словакия в областта на поп музиката[6]